# Wiesława Mazurkiewicz

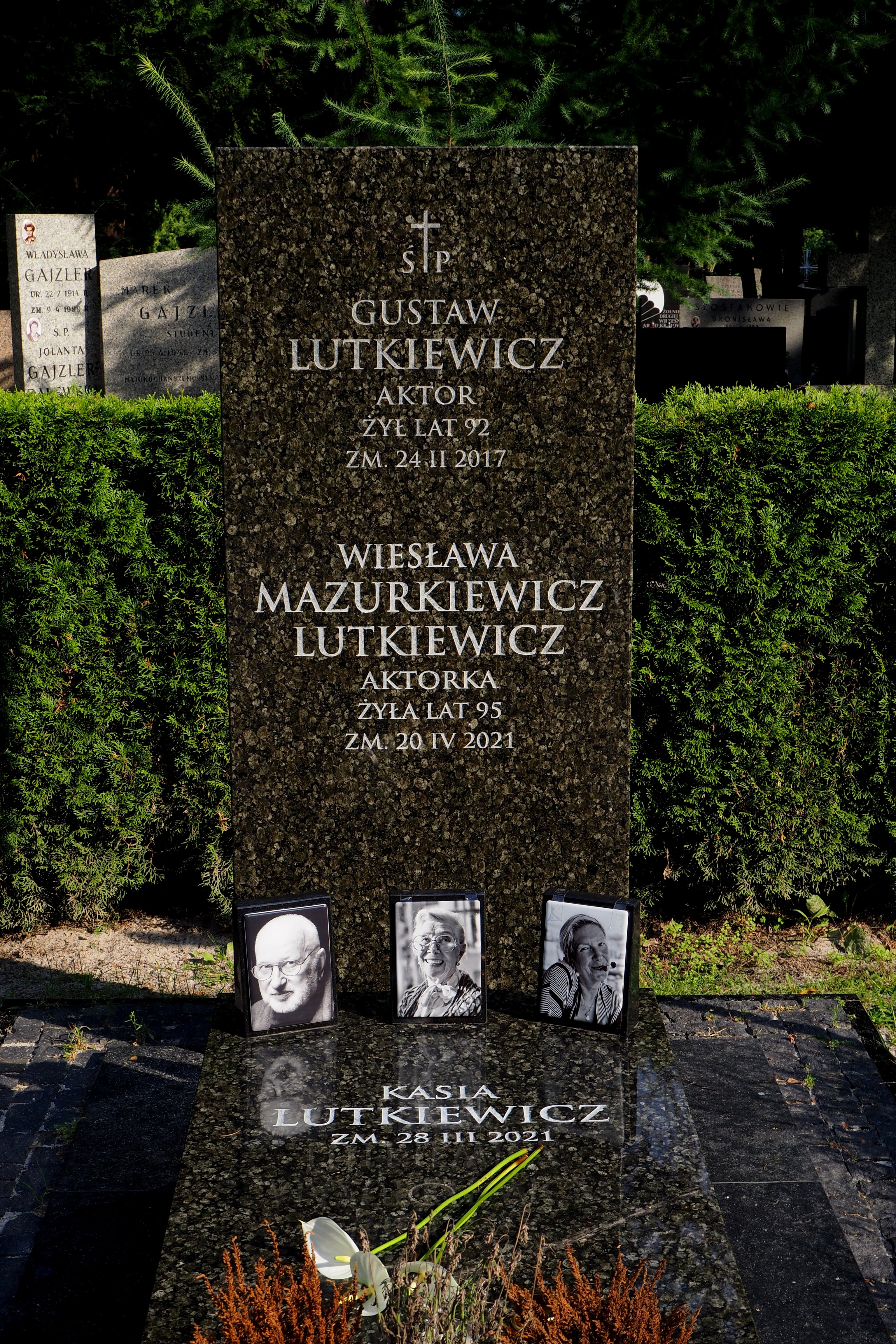
Grób aktorów Gustawa Lutkiewicza i Wiesławy Mazurkiewicz na Cmentarzu Wojskowym na Powązkach w Warszawie

Wiesława Mazurkiewicz-Lutkiewicz (ur. 25 marca 1926 w Łodzi, zm. 20 kwietnia 2021 w Warszawie) – polska aktorka. Znana z wielu kreacji teatralnych, filmowych i telewizyjnych (m.in. Stawka większa niż życie, Potop czy Faraon), a także z roli dubbingowych, m.in. Profesor McGonagall w serii filmów o Harrym Potterze.

## Życiorys
W 1952 ukończyła studia na PWST w Łodzi. Jej debiut teatralny miał miejsce 7 kwietnia 1951 roku.
Występowała w teatrach:
- Teatr Nowy w Łodzi (1951–1960 i 1961–1963)
- Teatr im. Juliusza Słowackiego w Krakowie (1960–1961)
- Teatr Powszechny w Warszawie (1963–1969, 1977–1991)
- Teatr Narodowy w Warszawie (1969–1973)
- Teatr Rozmaitości w Warszawie (1973–1977)

Współpracowała przeważnie z Zygmuntem Hübnerem w Teatrze Powszechnym w Warszawie. Będąc na emeryturze grała w trzech warszawskich teatrach – m.in. w Teatrze Polonia i Och-teatrze.
Zmarła 20 kwietnia 2021 w wieku 95 lat. 29 kwietnia 2021 odbył się pogrzeb aktorki. Została pochowana w Alei Zasłużonych Cmentarza Wojskowego na Powązkach w Warszawie u boku męża (kwatera G-tuje-32).

## Życie prywatne
W latach 1950–2017 była żoną Gustawa Lutkiewicza (w filmie Zakole z 1988 wspólnie zagrali parę małżeńską). Mieli córkę Katarzynę (1961–2021).

## Filmografia
- Strażacy – pani Maria (2015)
- Operacja Reszka – babcia Piotra Jeglińskiego
- To nie tak, jak myślisz, kotku – Waleria (2008)
- Wszystko będzie dobrze – sołtysowa (2007)
- Królowie śródmieścia − starsza pani (odc. 4) (2006)
- Męskie-żeńskie − aktorka Hanna Motylanka (2004)
- Wszyscy święci – Roma (2002)
- Kiedy noce robią się długie (2000)
- Na dobre i na złe – Rapasiewiczowa, matka Jana (gościnnie) (2000)
- Zaklęta – babcia Wanda (1997)
- Rodziców nie ma w domu – mamusia (gościnnie) (1998)
- Podróż na wschód – babcia Jakuba (1994)
- Rozmowa z człowiekiem z szafy – stara grabarka (1993)
- Zespół adwokacki – Jaga Zamoyska (1993–1994)
- Rozmowy kontrolowane – znajoma cioci Lusi goszcząca ją na wigilii (1991)
- Gorzka miłość – matka Hanki (1990)
- Rififi po sześćdziesiątce – Cieślakowska, babcia Elizy (1989)
- Nocny gość – kobieta z wozu (1989)
- Sztuka kochania – matka Pasikonika (1989)
- Pogranicze w ogniu – matka Jurka Osnowskiego (gościnnie) (1988–1991)
- Penelopy – ciotka Magdy (1988)
- Romeo i Julia z Saskiej Kępy – pani Roma z „Desy” (1988)
- Zakole – Maria Świderska (1988)
- Rajski ptak – pani Maria (1987)
- Ballada o Januszku – współlokatorka Gieni w sanatorium (gościnnie) (1987)
- Rzeka kłamstwa – Żabina, dziedziczka Niegocin (gościnnie) (1987)
- Zmiennicy – sędzia Zembrzuska (gościnnie) (1986)
- Pięć kobiet na tle morza – Aleksandra (1986)
- Maskarada – pani profesor (1986)
- Zaproszenie – Antonina (1986)
- Chrześniak – zakonnica (1985)
- Spowiedź dziecięcia wieku – służąca Marco (1985)
- Sprawa hrabiego Rottera – matka (1985)
- Temida – matka (1985)
- Rośliny trujące – matka Adama (1985)
- Lustro – matka Andrzeja (1985)
- Kobieta w kapeluszu – matka Ewy (1984)
- Dokąd człowieku? (1984)
- Śledztwo porucznika Tomaszka (1983)
- Przesłuchanie – strażniczka (1982)
- Miłość ci wszystko wybaczy – właścicielka domu mody (1981)
- Rdza – Sabarowa (1981)
- Uczennica – matka dziennikarza (1981)
- Najdłuższa wojna nowoczesnej Europy – teściowa Cegielskiego (1981)
- Dom – Przybylska, ciotka Łukasza Zbożnego (gościnnie) (1980)
- Szpital Przemienienia – chora (1978)
- Roman i Magda – matka Romana (1978)
- Życie na gorąco – Berta Lannert, żona profesora (gościnnie) (1978)
- Układ krążenia – matka Małgorzaty (gościnnie) (1978)
- Indeks. Życie i twórczość Józefa M. – matka Marii (1977)
- Lalka – Zuzanna, ciotka Rzeckiego (gościnnie) (1977)
- Zaklęty dwór – matka Juliusza (gościnnie) (1976)
- Tylko Beatrycze – królowa Rycheza (1975)
- Dyrektorzy – Walendziakowa (gościnnie) (1975)
- Moja wojna, moja miłość (1975)
- Potop – ciotka Kulwiecówna (1974)
- Wielka miłość Balzaka – hrabina Branicka (gościnnie) (1973)
- Rewizja osobista – pani Basia (1972)
- Siedemset siedemdziesiąt siedem – kobieta z kawiarni (1972)
- Mała ankieta – adwokat (1971)
- Pierwsza miłość – matka Włodzimierza (1971)
- Punkt wyjścia – żona Edwarda (1971)
- Nos – policmajstrowa na schodach (1971)
- Lokis. Rękopis profesora Wittembacha – matka Julii (1970)
- Hydrozagadka – kwiaciarka (1970)
- Piąta rano – matka Katarzyny (1969)
- Mistrz tańca – klientka sklepu bławatnego (1968)
- Stawka większa niż życie – major Hanna Bösel (1968)
- Zosia – matka Zosi (1967)
- Faraon – królowa Nitokris (1966)
- Kochankowie z Marony – żona Horna (1966)
- Sam pośród miasta – szatniarka w klubie (1965)
- Godzina pąsowej róży – Wanda (1963)
- Mansarda – pani Golz (1963)
- Blues (1963)
- Kryptonim Nektar – Ewa Siennicka (1963)
- Awantura o Basię – mecenasowa Kaniewska (niewymieniona w czołówce) (1959)
- Małe dramaty – matka (1958)
- Wolne miasto – Kowalska, żona naczelnika poczty (1958)
- Trzy kobiety – mieszkanka pokoju przejściowego (1956)
- Zaczarowany rower – pielęgniarka (1955)
- Niedaleko Warszawy – bufetowa w klubie (1954)

### Polski dubbing
- 2011: Harry Potter i Insygnia Śmierci Część 2 – Minerwa McGonagall
- 2009: Harry Potter i Książę Półkrwi – Minerwa McGonagall
- 2007: Harry Potter i Zakon Feniksa – Minerwa McGonagall
- 2005: Harry Potter i Czara Ognia – Minerwa McGonagall
- 2004: Męskie-żeńskie  – Hanna Motylanka
- 2004: Harry Potter i więzień Azkabanu – Minerwa McGonagall
- 2003: Mój brat niedźwiedź – Tanana
- 2002: Harry Potter i Komnata Tajemnic – Minerwa McGonagall
- 2001: Harry Potter i Kamień Filozoficzny – Minerwa McGonagall
- 2000: Dinozaur – Eema
- 1997: Anastazja – Maria Fiodorowa

## Odznaczenia i nagrody
- Złoty Krzyż Zasługi (1979)
- II nagroda aktorska na XXXIX Kaliskich Spotkaniach Teatralne w Kaliszu za rolę Mammy w Kalece z Inishmaan McDonagha w Teatrze Powszechnym w Warszawie (1999)
- Nagroda specjalna na V Festiwalu Sztuk Przyjemnych w Łodzi za rolę Ewy Lasockiej w spektaklu Żelazna konstrukcja w Teatrze Powszechnym w Warszawie (1999)
- Srebrny Medal „Zasłużony Kulturze Gloria Artis“ (2016)